# Čertovy kazatelny (Račí údolí)
Čertovy kazatelny jsou skály a skalní vyhlídka na území přírodní rezervace Račí údolí u Javorníka ve Slezsku (okres Jeseník, Olomoucký kraj).

## Charakteristika

### Geomorfologie
Skalní ostroh, který se tyčí nad kaňonovitým údolím Račího potoka, je rulový skalní útvar s 13 metrů vysokou skalní stěnou na jižní straně. Po skalním ostrohem se nachází několik menších skalek, které jsou podobně, jako skalní vyhlídka, zajištěny železným zábradlím.

### Geologie
Skalní podklad je tvořen sněžnickými rulami gieraltowské facie. Střídají se v nich polohy výrazně usměrněných biotitických rul s polohami bez výrazného usměrnění. Na protilehlém břehu Račího potoka se vyskytují v prostředí granulitických rul světlé a pyroxenické granulity. Několik desítek metrů západním směrem od Čertovy kazatelny se nachází pruh granátických aplitických rul. Rulový komplex je intenzivně zvrásněný a v blízkosti okrajového sudetského zlomového systému silně tektonicky porušený. Při úpatí rokle jsou v gieraltowských rulách amfibolitové brekcie.

## Ochrana

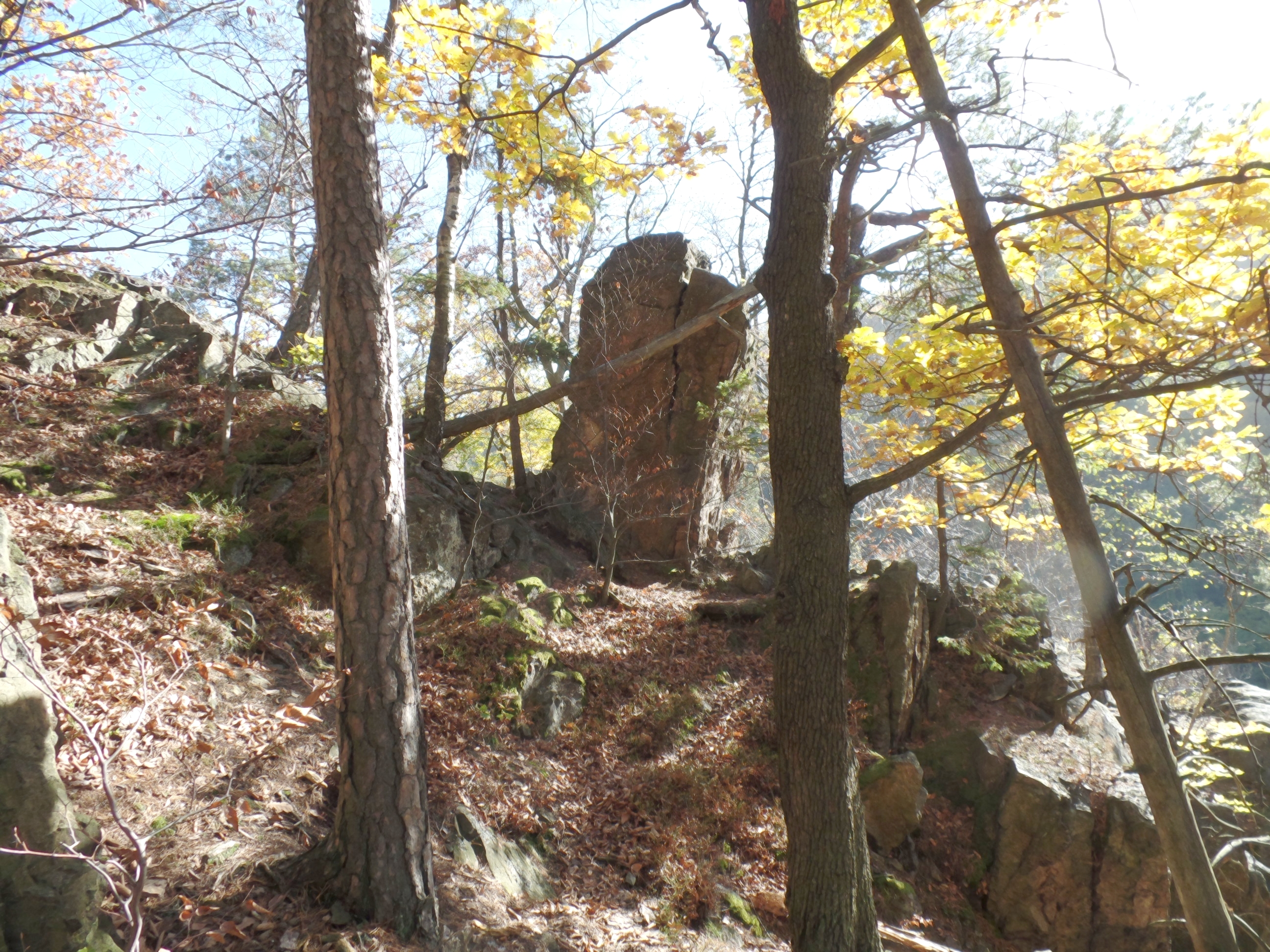
Skály v lese pod vrcholem

Čertovy kazatelny jsou významnou součástí přírodní rezervace Račí údolí, sevřeného údolí se strmými, až 140 metrů vysokými svahy s četnými skalními výstupy, se suťovými lesy a s bukovým porostem pralesního charakteru. Geologicky významné fenomény na této lokalitě bylo doporučeno zahrnout do předmětu ochrany celého území, které je součástí kandidátského Geoparku Jeseníky.

## Dostupnost
Čertovy kazatelny jsou vzdáleny od javornického zámku vzdušnou čarou 2,5 km, cesta po červené turistické značce, souběžné s trasou Naučné stezky Rychlebskými horami, je dlouhá zhruba 3 km. Příjezd autem je možný po silnici I/60, vedoucí z Jeseníka do Javorníka. Dojet lze až na turistické parkoviště v Račím údolí. Odtud zbývá už jen 250 metrů k infocentru Tančírna v Račím údolí, od které vede zeleně značená turistická stezka vzhůru na skalní vyhlídku. Nejbližší nádraží je Javorník ve Slezsku, konečná stanice jednokolejné regionální železniční trati, navazující v Lipové Lázních na železniční trať Šumperk - Krnov.